# Mecysmauchenius platnicki
Mecysmauchenius platnicki is een spinnensoort uit de familie Mecysmaucheniidae. De soort komt voor in Chili.